# Coleophora anisota
Coleophora anisota é uma espécie de mariposa do gênero Coleophora pertencente à família Coleophoridae.